# Tantilla jani
Tantilla jani – gatunek mało znanego i prowadzącego skryty tryb życia węża z rodziny połozowatych (Colubridae).

## Systematyka
Węże tego gatunku zaliczają się do rodziny połozowatych, do której zaliczano je od dawna. Starsze źródła również umieszczają Tantilla w tej samej rodzinie Colubridae. Używają jednak dawniejszej polskojęzycznej nazwy wężowate czy też węże właściwe, poza tym Colubridae zaliczają do infrapodrzędu Caenophidia, czyli węży wyższych. W obrębie rodziny rodzaj Tantilla wchodzi w skład podrodziny Colubrinae.

## Rozmieszczenie geograficzne
Według IUCN, łuskonośnego tego spotyka się od południowego Meksyku (stany Chiapas i Oaxaca, choć doniesienia z tego ostatniego wymagają potwierdzenia) do Gwatemali. Niektórzy autorzy sugerują jednak, że gatunek jest endemitem Gwatemali, a stwierdzenia z Meksyku dotyczyć mają innego gatunku – opisanego w 1998 roku Tantilla vulcani.
Zwierzę żyje na wysokościach pomiędzy 305 i 960 m nad poziomem morza.

## Ekologia, zagrożenia i ochrona
Jego siedlisko stanowią wilgotne lasy klimatu zwrotnikowego i podzwrotnikowego, gdzie zagrzebuje się w ściółce leśnej. Jest mu ona niezbędna do życia, chociaż toleruje pewne inne niż jej brak zmiany w środowisku naturalnym. Występuje na przykład w położonych nieopodal lasu zacienionych plantacjach kawy. Niestety zagrażają mu tam pestycydy. Jest to jedno z dwóch głównych zagrożeń dla gatunku, oprócz wylesiania.
Prawdopodobnie występuje rzadko.
Zamieszkuje obszary chronione, jak rezerwaty El Triunfo czy Tacaná.